# Al-Ittihad Sport Cultural and Social Club
L'Al-Ittihad Sport Cultural and Social Club (in arabo نادي الاتحاد الرياضي الثقافي الاجتماعي‎?, "club sociale, culturale e sportivo l'Unità"), noto come Al-Ittihad Tripoli, è una società calcistica libica che ha sede nella cittadina di Bin Gashir, nei dintorni di Tripoli. Milita nella Prima Lega, la massima divisione del campionato libico di calcio.
È il club più titolato di Libia, potendo vantare la vittoria di 18 campionati libici (record), 7 Coppe di Libia e 11 Supercoppe di Libia (record). È inoltre l'unico club libico ad aver raggiunto la semifinale della CAF Champions League, nel 2007.
È appartenuto alla famiglia di Muʿammar Gheddafi, diventando uno dei club africani più ricchi. Il terzo figlio di Gheddafi, Al-Sa'adi, ex calciatore professionista, è stato per anni componente della squadra. Nell'Al-Ittihad hanno militato anche alcuni giocatori di rilievo come l'attaccante nigeriano Victor Ikpeba e l'attaccante camerunese Patrick Mboma.
La rivalità più sentita è quella con l'Al-Ahly Tripoli.

## Rosa 2025-2026
| N. |                  | Ruolo | Calciatore          |
| -- | ---------------- | ----- | ------------------- |
| 1  | Libia (bandiera) | P     | Mohammed Al-Forgany |
| 4  | Libia (bandiera) | D     | Abdelaziz Ali       |
| 5  | Libia (bandiera) | D     | Abdulrahim El-Triki |
| 6  | Libia (bandiera) | D     | Suhaib Shafshuf     |
| 8  | Libia (bandiera) | C     | Marwan Alsuwayeh    |
| 11 | Libia (bandiera) | C     | Akram Azzouri       |
| 12 | Libia (bandiera) | P     | Muad Allafi         |
| 13 | Libia (bandiera) | D     | Talal Taher Farhat  |
| 14 | Libia (bandiera) | A     | Ali Mohammed        |
| 15 | Libia (bandiera) | C     | Marwan Mabrouk      |
| 18 | Libia (bandiera) | C     | Ayoub Hamadi        |
| 19 | Libia (bandiera) | C     | Mouad Eissa         |
| 20 | Libia (bandiera) | D     | Sanad Ali           |
| 21 | Libia (bandiera) | P     | Yaseen Aboud        |
| 22 | Libia (bandiera) | D     | Bashier Alkarami    |
| 23 | Libia (bandiera) | C     | Omran Salem         |
| 24 | Libia (bandiera) | D     | Naji Daraa          |
| 25 | Libia (bandiera) | C     | Rabia Al Shadi      |
| 26 | Libia (bandiera) | C     | Abdelmalek Abid     |

| N. |                    | Ruolo | Calciatore                |
| -- | ------------------ | ----- | ------------------------- |
| 27 | Libia (bandiera)   | A     | Muhammad Za'abia          |
| 28 | Libia (bandiera)   | D     | Elmehdi Mohamed Elhouni   |
| 29 | Libia (bandiera)   | D     | Abdulaziz Belraysh        |
| 30 | Libia (bandiera)   | A     | Salem Roma                |
|    | Libia (bandiera)   | C     | Ali Mansor                |
|    | Libia (bandiera)   | A     | Yousef Aijbali            |
|    | Tunisia (bandiera) | A     | Ghazi Ayadi               |
|    | Libia (bandiera)   | A     | Omar Alkhja               |
|    | Libia (bandiera)   | A     | Ahmed Zuway               |
|    | Libia (bandiera)   | C     | Mansour Al-Bourki         |
|    | Libia (bandiera)   | C     | Akram Nakuaa              |
|    | Libia (bandiera)   | A     | Khalifa Abdulla           |
|    | Libia (bandiera)   | D     | Tarik Al Gamal            |
|    | Senegal (bandiera) | D     | Olivier Guy Ndiaye        |
|    | Libia (bandiera)   | C     | Tarek Saad                |
|    | Libia (bandiera)   | C     | Mohamed Muftah            |
|    | Libia (bandiera)   | C     | Abdulati Al Abasi         |
|    | Libia (bandiera)   | A     | Akram Ali Mohammed Alzawi |
|    | Egitto (bandiera)  | A     | Mahmoud Kahraba           |

### Riserve
| N. |                    | Ruolo | Calciatore   |
| -- | ------------------ | ----- | ------------ |
| 35 | Libia (bandiera)   | A     | Amir Derkù   |
| 36 | Libia (bandiera)   | A     | Azibu Edet   |
| 37 | Libia (bandiera)   | D     | Fifi Gamba   |
| 38 | Libia (bandiera)   | C     | Serif Cabil  |
| 39 | Somalia (bandiera) | A     | Essien Chege |
| 40 | Libia (bandiera)   | A     | Carama Ayo   |
| 41 | Libia (bandiera)   | P     | Ghedi Salim  |

| N. |                    | Ruolo | Calciatore    |
| -- | ------------------ | ----- | ------------- |
| 42 | Kenya (bandiera)   | A     | Kato Eno      |
| 43 | Libia (bandiera)   | A     | Mamellò Malik |
| 44 | Libia (bandiera)   | C     | Paki Obi      |
| 47 | Libia (bandiera)   | D     | Sef Dinarì    |
| 49 | Libia (bandiera)   | C     | Coffie Sisi   |
| 50 | Etiopia (bandiera) | D     | Zuri Sefù     |
| 51 | Libia (bandiera)   | P     | Zizy Al Safir |

## Staff tecnico
- Allenatore: Salem Rewani
- Vice-Allenatore: Samir Abdussalam Aboud
- Assistente tecnico: Mahmoud Maklouf Shaftar
- Team manager: Waled Osman
- Preparatore atletico: Luíz Carlos
- Allenatore dei portieri: Luis de Agustini
- Dottore del team: Muftah Saad Ghzalla
- Fisioterapista: Ruben Alejandro
- Massaggiatore: Osama Mashbih Hamadi

## Palmarès

### Competizioni nazionali
- Campionato libico: 18  (record)

1964-1965, 1965-1966, 1968-1969, 1985-1986, 1987-1988, 1988-1989, 1989-1990, 1990-1991, 2001-2002, 2002-2003, 2004-2005, 2005-2006, 2006-2007, 2007-2008, 2008-2009, 2009-2010, 2021, 2022
- Coppa di Libia: 8

1986, 1992, 1999, 2004, 2005, 2007, 2009, 2018
- Supercoppe di Libia: 10 (record)

1999, 2002, 2003, 2004, 2005, 2006, 2007, 2008, 2009, 2010

### Altri piazzamenti
- Campionato libico:

Secondo posto: 1977, 1993, 1994, 1995, 1996, 2004
- Coppa di Libia:

Finalista: 1984, 1997, 2002, 2003
- CAF Champions League:

Semifinalista: 2007
- Coppa delle Coppe d'Africa:

Semifinalista: 2000
- Coppa della Confederazione CAF:

Semifinalista: 2010
- Coppa dei Campioni del Maghreb:

Semifinalista: 1970

## Giocatori famosi
| - Luigi De Arcangelo - Mihai Antal - Ivan Bošnjak - Al-Sa'adi Gheddafi - Victor Ikpeba - Laryea Kingston | - Yohan Langlet - Alain Masudi - Ricardinho - Alexis Mendomo |